# Anthony Sauthier
Pour les articles homonymes, voir Sauthier.
Anthony Sauthier, né le 5 février 1991 à Genève, est un footballeur professionnel suisse jouant au poste de latéral droit, qui évolue à Yverdon-Sport, avec un contrat qui court jusqu'au 30 juin 2025.

## Biographie
Le 13 mai 2013 il est évincé du groupe professionnel du FC Sion pour se retrouver dans un groupe de "bannis" ne disputant plus de matchs officiels. Les raisons de son éviction ne sont pas établies.
En novembre 2020, le joueur et le Servette FC ont annoncé qu’ils prolongeaient le contrat qui les lie jusqu’en 2022. En janvier 2022, il annonce son départ du club, Servette FC après 9 ans dans le club, le club le prête au Yverdon-Sport,.
En mai 2023, Yverdon-Sport connaît la promotion en Super League, il s'agit de la  quatrième promotion dans l’élite de son histoire. Le 22 mai 2025, il connaît avec Yverdon Sport la relégation en Challenge League, deux ans après avoir fêté le titre de champion et retrouvé l’élite. En juin 2025, il prolonge pour une saison supplémentaire dans le club d'Yverdon-les-bains, soit jusqu'en juin 2026.

## Statistiques
| Saison                | Club                  | Championnat           | Championnat | Championnat | Coupe(s) nationale(s) | Coupe(s) nationale(s) | Total | Total |
| Saison                | Club                  | Division              | M.          | B.          | M.                    | B.                    | M.    | B.    |
| 2009-2010             | FC Sion               | Super League          | 16          | 0           | -                     | -                     | 16    | 0     |
| 2010-2011             | FC Sion               | Super League          | 28          | 1           | 4                     | 1                     | 32    | 2     |
| 2011-2012             | FC Sion               | Super League          | 11          | 1           | 3                     | 0                     | 14    | 1     |
| 2012-2013             | FC Sion               | Super League          | 14          | 0           | 4                     | 0                     | 18    | 0     |
| Sous-total            | Sous-total            | Sous-total            | 69          | 2           | 11                    | 1                     | 80    | 3     |
| 2013-2014             | Servette FC (prêt)    | Challenge League      | 18          | 1           | 1                     | 0                     | 19    | 1     |
| 2014-2015             | Servette FC (prêt)    | Challenge League      | 34          | 3           | 2                     | 0                     | 36    | 3     |
| Sous-total            | Sous-total            | Sous-total            | 52          | 4           | 3                     | 0                     | 55    | 4     |
| 2015-2016             | Servette FC           | Promotion League      | 17          | 1           | -                     | -                     | 17    | 1     |
| 2016-2017             | Servette FC           | Challenge League      | 34          | 3           | 1                     | 0                     | 35    | 3     |
| 2017-2018             | Servette FC           | Challenge League      | 27          | 3           | 2                     | 0                     | 29    | 3     |
| 2018-2019             | Servette FC           | Challenge League      | 32          | 2           | 1                     | 0                     | 33    | 2     |
| 2019-2020             | Servette FC           | Super League          | 30          | 0           | 1                     | 0                     | 31    | 0     |
| Sous-total            | Sous-total            | Sous-total            | 140         | 9           | 5                     | 0                     | 145   | 9     |
| Total sur la carrière | Total sur la carrière | Total sur la carrière | 261         | 15          | 19                    | 1                     | 280   | 16    |

## Palmarès
- Vainqueur de la Coupe de Suisse en 2011 avec le FC Sion
- Champion de Suisse de deuxième division en 2018-2019 avec le Servette FC
- Champion de Suisse de deuxième division en 2022-2023 avec Yverdon-Sport FC.